# Clase York
La clase York fue una clase de cruceros pesados británicos que participaron activamente en la Segunda Guerra Mundial y que estaba compuesta por el HMS York (90) que era cabeza de clase y el HMS Exeter (68).
Fue la última clase de cruceros ingleses en portar cañones de 203 mm.

## Diseño y descripción
Diseñados bajo las convenciones del Tratado Naval de Washington fueron planeados 7 unidades y solo dos se alcanzaron a botar y comisionar, el York y el Exeter. Fueron cruceros más reducidos que la clase County adicionalmente fueron muy pobres en blindajes pero armados de modo razonablemente equilibrado con cañones de 203 y 102 mm. 
Poseían dos chimeneas siendo la primera una chimenea combinada de dos salidas, estas chimeneas tuvieron que ser elevadas en altura para impedir que los humos invadieran en puente, por consecuencia, sus mástiles resultaron además ser demasiados elevados. 
Dada su masiva configuración prácticamente no poseían espacios libres amplios en cubierta siendo de muy estrechas pasarelas para la tripulación que dificultaba las maniobras de entrenamiento.
Para labores de reconocimiento se les dotó de hidroaviones ( Supermarine Walrus para el caso del HMS Exeter (68) y Fayred Seafox para el caso del HMS York (90), adicionándoseles una catapulta en la línea de crujía hacia popa.
Las diferencias entre ambas unidades saltaban a simple vista, El HMS York (90) tenía un puente tipo County más angosto, pero era más elevado que el amplio y chato del HMS Exeter (68) cuyo puente inspiraría a la clase Arethusa y clase Leander y además tenía las chimeneas más lanzadas hacía popa que las rectas de HMS Exeter y poseía mástiles más elevados que este último.

## Destino
El HMS York (90) construido en Palmers Shipbuilding and Iron Company, Jarrow fue comisionado en mayo de 1930, participó en varias acciones en el escenario del Mar del Norte, en el Atlántico y en la Campaña de Creta donde resultó semihundido en la bahía de Suda en Creta por ataque de lanchas italianas el 26 de marzo de 1941 y posteriormente destrozado por cargas de demolición el 22 de mayo de 1941.
El HMS Exeter (68) construido en Astilleros de Davenport fue comisionado en 1931, se diferenciaba de su gemelo en las características del puente y la disposición de la catapulta.
Estuvo destinado en la pre-guerra a hacer representaciones en América del Sur y en las Indias orientales hasta mediados de 1939.
Estando al mando del comandante W.N.T. Beckett, participó en la búsqueda del Acorazado de bolsillo alemán Graf Spee y lo enfrentó en la Batalla del Río de la Plata el 13 de diciembre de 1939 donde resultó seriamente dañado, su comandante moriría más tarde en Inglaterra a causa de sus heridas.

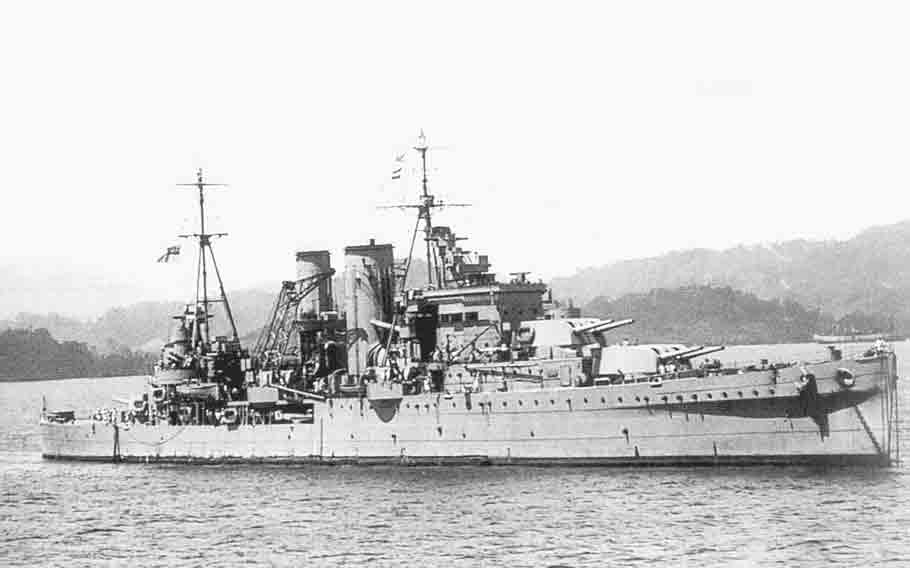
HMS Exeter en Sumatra en 1942.

Participó al mando del comandante Oliver Gordon en el frente del Pacífico cuando se produjo la entrada del Japón y tuvo participación en la primera y segunda Batalla del mar de Java siendo muy dañado en esta última batalla al recibir impactos de cañón y torpedos de la división de cruceros pesados japoneses comandados por Shoji Nishimura. A pesar de los graves daños intentó escapar junto a su escolta HMS Encounter y USS Pope pero fue bombardeado el 1 de marzo de 1942 por ataque aéreo y torpedeado a 92 millas de la isla Bawean cercano al estrecho de la Sonda donde se hundió. Su tripulación fue capturada y hecha prisioneros de guerra.